# Comitatul Cochran, Texas
Comitatul Cochran (în engleză Cochran County) este un comitat din statul Texas, Statele Unite ale Americii.

## Istoric
Comitattul a fost fondat în 1924

## Demografie
|  | Graficele sunt indisponibile din cauza unor probleme tehnice. Mai multe informații se găsesc la Phabricator și la wiki-ul MediaWiki. |

Date: Wikidata - grafică realizată de Wikipedia